# Sågdammen (Månsarps socken, Småland)
Sågdammen är en nu en mindre våtmark genomfluten av Tranhultsbäcken, tidigare sjö i Jönköpings kommun i Småland och ingår i Motala ströms huvudavrinningsområde. Sjöns area är 0,005 kvadratkilometer och den befinner sig 265 meter över havet.